# Susana de la Luna
Susana de la Luna és doctora en biologia molecular i investigadora especialitzada en la genètica del cromosoma 21.
De la Luna va obtenir el doctorat en biologia molecular a la Universitat Autònoma de Madrid amb un projecte sobre la replicació del virus de la grip realitzat al Centre de Biologia Molecular Severo Ochoa. El 1994 es va incorporar a l'Institut Nacional d’Investigació Mèdica a Londres com a investigadora postdoctoral, on va treballar en aspectes relacionats amb la proliferació cel·lular. El 1999 es va incorporar al grup de recerca del cromosoma 21 de l’Institut de Genètica Mèdica i Molecular (IRO) a Barcelona, on van començar els seus treballs sobre la identificació de gens del cromosoma 21.
Des del 2002 és cap de grup al Centre de Regulació Genòmica (CRG) de Barcelona, on ha centrat la seva tasca investigadora en les activitats funcionals d’alguns dels gens potencialment implicats en la fisiopatologia de la síndrome de Down.